# Rød fe
Røde feer er storskala elektriske udladninger, som sker højt over tordenvejrsskyer eller Cumulonimbusskyer. Røde feer udløses nogle gange af positive lynudladninger mellem en underliggende tordensky og jordoverfladen.
Fænomenet er opkaldt efter den onde fe Ariel i Shakespeares En skærsommernatsdrøm. Røde feer har sædvanligvis en rødorange eller blågrøn farve, med hængende "tentakler" under - og en "trækrone" over. Lysfænomenet viser sig som et kort glimt. Før de opstår, kan man nogle gange se en kortvarig, rødlig halo.
Røde feer dannes ofte i klynger indenfor højdeintervallet 50-90 km over jordoverfladen.
Sporadiske øjenvidneberetninger om røde feer går tilbage til 1886, men røde feer blev først fotograferet den 6. juli 1989 af forskere fra University of Minnesota og er efterfølgende blevet optaget på videooptagelser mange tusinde gange.
Røde feer bliver nogle gange forkert benævnt lyn i den øvre atmosfære. Grunden til, at røde feer ikke kan kaldes lyn, skyldes, at røde feer er et koldt plasma fænomen, som derfor mangler den varme lynkanaltemperatur som troposfæriske lyn har, så røde feer er mere som neonrør-udladninger end lynudladninger.

## Første røde fe fotograferet fra Danmark
Fra Danmark, blev den første røde fe fotograferet af Jesper Grønne fra Silkeborg den 15. august 2012 ca. kl. 23. De røde feer var over Nordsøen nord for Holland.

### Første røde fe over Danmark fotograferet fra Danmark
Den første røde fe over Danmark (omkring Holstebro) blev fotograferet af Thomas "Tomz" Henriksen fra Nordsjælland den 13. august 2024 ca. kl. 23.50.